# 魔法騎士レイアース Best Song Book
『魔法騎士レイアース BEST SONG BOOK』（マジックナイトレイアース ベスト・ソング・ブック）は、テレビアニメ『魔法騎士レイアース』のベスト・アルバムである。1997年1月10日にポリグラムから発売された。

## 概要
- テレビアニメ『魔法騎士レイアース』のオープニングテーマ「ゆずれない願い」・「キライになれない」・「光と影を抱きしめたまま」とエンディングテーマ「明日への勇気」・「ら・ら・ば・い〜優しく抱かせて」・「いつか輝く」を全て収録。一部イメージソングのヒット曲も収録されている。全13曲。
- ディスクジャケットには、石田敦子描き下ろし光・海・風のイラスト。

## 収録曲
1. ゆずれない願い [3:54]
歌：田村直美
作詞：田村直美、作曲：田村直美・石川寛門、編曲：鷹羽仁・井上龍仁
2. 明日への勇気 [3:42]
歌：吉成圭子
作詞・作曲：前田克樹、編曲：根岸貴幸
3. キライになれない [4:20]
歌：中村あゆみ
作詞・作曲・編曲：高橋研
4. ら・ら・ば・い〜優しく抱かせて [5:13]
歌：本田美奈子
作詞：有森聡美、作曲：MIO、編曲：富田素弘
5. 光と影を抱きしめたまま [4:34]
歌：田村直美
作詞：田村直美、作曲：田村直美・石川寛門、編曲：鷹羽仁・井上龍仁
6. いつか輝く [4:39]
歌：吉成圭子
作詞：乃川眠子、作曲：湯川トーベン、編曲：松尾早人
7. モコナの絵かきうた [3:07]
歌：伝説の魔法騎士[メンバー 1]＆モコナ（白鳥由里）
作詞：龍咲海（吉田古奈美）、作曲：鳳凰寺風（笠原弘子）、編曲：松尾早人、指揮：獅堂光（椎名へきる）
8. いつか天使になれる [4:01]
歌：龍咲海（吉田古奈美）
作詞：田村直美、作曲：田村直美・石川寛門、編曲：湯川トーベン
9. そよ風のソナチネ [4:26]
歌：鳳凰寺風（笠原弘子）
作詞：森由里子、作曲・編曲：松尾早人
10. 少女よ、大志を抱け！ [4:08]
歌：伝説の魔法騎士[メンバー 1]
作詞：森由里子、作曲：財津和夫、編曲：湯川トーベン
11. モコナ音頭でぷぷぷのぷ [5:10]
歌：伝説の魔法騎士[メンバー 1]＆モコナ（白鳥由里）
作詞：大川七瀬、作曲・編曲：松尾早人
12. RUN [4:59]
歌：イーグル（緒方恵美）
作詞：大川七瀬、作曲・編曲：松尾早人
13. 聖夜の天使たち [6:04
歌：伝説の魔法騎士[メンバー 1]
作詞：大川七瀬、作曲・編曲：坂本洋